# 查嗣韓
查嗣韓，字荆州，號墨亭，浙江海寧人，與查慎行、查嗣庭等人同家族。
康熙二十六年应順天鄉試，康熙二十七年（1688年）廷试一甲第二名（探花），賜進士及第，授翰林院編修。三十年充會試同考。曾主順天武鄉試，未及改官而卒。